# Marholmen (vid Grundsund, Raseborg)
Marholmen är en ö i Finland. Den ligger i Skärgårdshavet och i kommunen Raseborg i landskapet Nyland, i den sydvästra delen av landet. Ön ligger omkring 110 kilometer väster om Helsingfors.
Öns area är 9,7 hektar och dess största längd är 480 meter i sydväst-nordöstlig riktning.